# Peter Gockner
Peter Gockner (* um 1959) ist ein ehemaliger österreichischer Tischtennis-Nationalspieler. Er wurde 1984 österreichischer Meister im Einzel.

## Werdegang
Peter Gockner spielte bei verschiedenen österreichischen Vereinen, etwa (Die verschiedenen Quellen widersprechen sich teilweise.)
- ????–1981 Wien[2]
- 1981–1985 UTTC Römerquelle Langenlois[2]
- 1986–1988 Sportunion Wolkersdorf[3]
- 1988–???? TC Baden[4]
- ????–2001 UTTC Römerquelle Langenlois (Staatsliga A)[2]
- 2001–2002 TK Eden (Staatsliga B)[4]
- 2002–2003 TTC Flötzersteig Wien (Staatsliga B)[5][6]
- 2003–2004 TK Eden (Staatsliga B / 2. Bundesliga)[4]
- 2004–2005 Union Raiffeisen Oberndorf[7]
- 2005–???? SV Schwechat (Landesliga)[8]

Mit der Herrenmannschaft von UTTC Römerquelle Langenlois wurde er von 1982 bis 1984 dreimal in Folge österreichischer Meister, 1985 Vizemeister. Bei den österreichischen Meisterschaften gewann er drei Titel, nämlich 1983 im Mixed mit Brigitte Gropper, 1984 im Einzel und 1985 im Doppel mit Walter Bauer.
Peter Gockner wurde für die Weltmeisterschaften 1981 und 1983 sowie für die Europameisterschaften 1982 und 1984 nominiert, kam dabei jedoch nie in die Nähe von Medaillenrängen.

## Turnierergebnisse
| Verband | Veranstaltung     | Jahr | Ort      | Land | Einzel     | Doppel | Mixed | Team |
| ------- | ----------------- | ---- | -------- | ---- | ---------- | ------ | ----- | ---- |
| AUT     | Weltmeisterschaft | 1983 | Tokio    | JPN  | Qual       | Qual   | Qual  | 27   |
| AUT     | Weltmeisterschaft | 1981 | Novi Sad | YUG  | letzte 128 | Qual   | Qual  | 23   |